# میدان ارگ
میدان ارگ یا میدان شاه (در دوره قاجار) یا میدان توپخانه قدیم (با میدان توپخانه (سپه) اشتباه نشود) میدانی در در شمال تهران قدیم درون حصار صفوی (شاه طهماسبی) بود. این میدان در گوشه جنوب غربی ارگ تهران جای گرفته بود. 

## تاریخچه
تاریخ ارگ تهران به دوره صفویه بازمی‌گردد. این ارگ خود بارویی جداگانه داشت و خندقی آن را از شهر جدا می‌کرد در این فاصله بین خندق و ورودی ارگ میدانی جای رفته بود که به نام‌های میدان شاه، میدان توپخانه (قدیم) (به دلیل وجود توپ‌های مختلف از جمله توپ مروارید)، باغ گلشن، میدان ارگ، تخته پل (برای ورود به این میدان پلی چوبین بر روی خندق زده بودند) شناخته می‌شد.
در دوره سلطنت ناصرالدین شاه توپ‌های این میدان جمع‌آوری شده و به میدان توپخانه (جدید) منتقل کردند. در واقع آنچه که از میدان توپخانه قدیم برجای مانده است تنها توپ مروارید است.

این میدان، نخستین  و کهنترین میدان پایتخت بود.
میدان ارگ در دوره قاجار بسیار وسیعتر از اندازه‌های کنونی آن بود که پس از ساخت و سازهای دهه‌های آغازین دوره نوسازی تهران از وسعتش کاسته است و جای خود را به ساختمانهای دیگری چون بانک ملی شعبه بازار، کاخ دادگستری، ایستگاه رادیو و ... داد. این میدان که از دوره زندیه بر جای مانده بود، در زمان فتحعلی شاه «ارگ» نام گرفت. سپس به میدان شاه، میدان توپخانه (قدیم) و باغ گلشن تغییر نام یافت و امروزه بخش کوچکی از آن میدان ارگ گسترده به نام میدان پانزده خرداد شناخته می‌شود.
ادوارد براون که در سال 1888 از تهران بازدید کرد،  این فضا را چنین توصیف کرده است که میدان ارگ میدان زیبایی است که «به خوبی سنگ فرش شده و دور تا دورش را درخت کاشت اند و میدان ارگ خوانده می شود.  وسط میدان یک حوض بزرگ آب به شکل هشت ضلعی دیده می شود که پرامون آن چراغ های گاز نصب شده است. در منتهی الیه جنوب میدان، سکویی ساخته شده که بر آن توپ چرخدار بزرگی  قرار گرفته که یک توپ استثنایی و جالب توجه است و مانند شاه عبدالعظیم، اصطبل سلطنتی و محل های گوناگون دیگر، محلِ بست (پناهگاه مجرمان) محسوب می شود.»

## نگارخانه

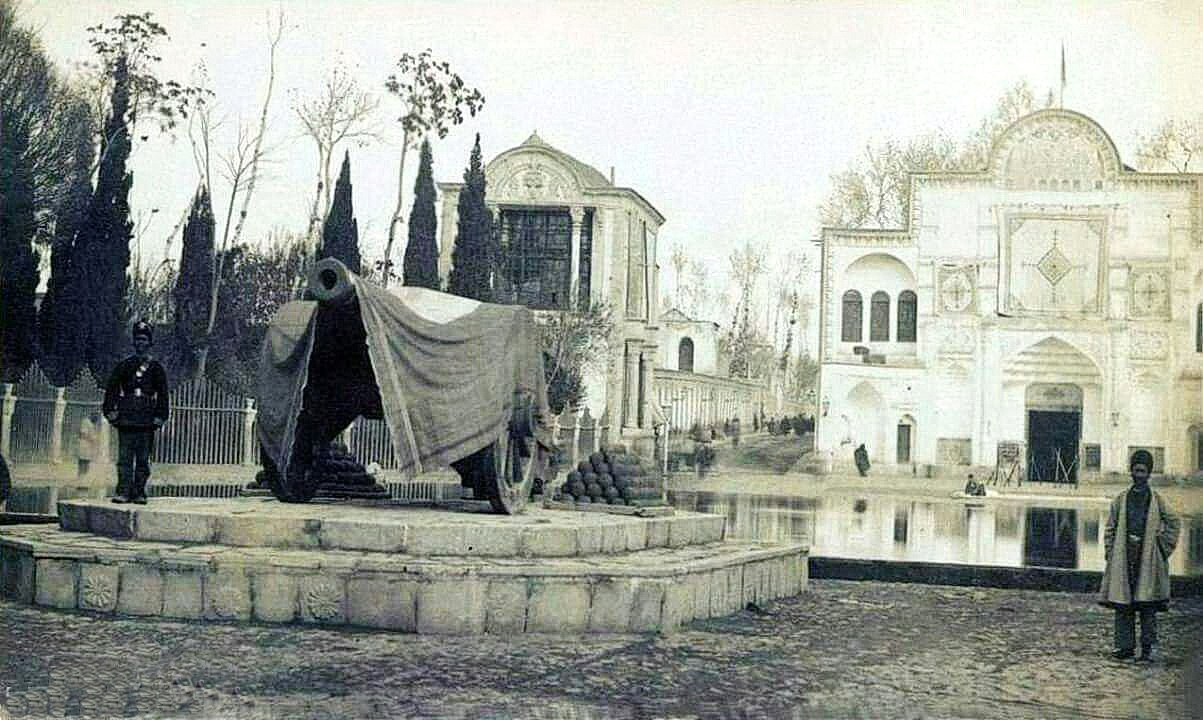
توپ مروارید در میدان ارگ
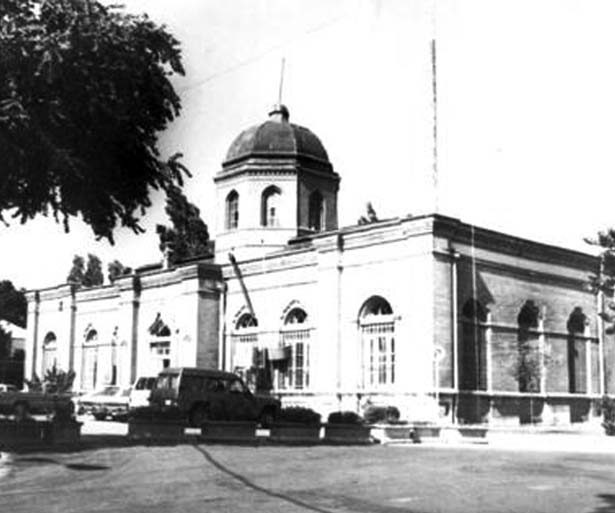
ایستگاه رادیو تهران در میدان ارگ
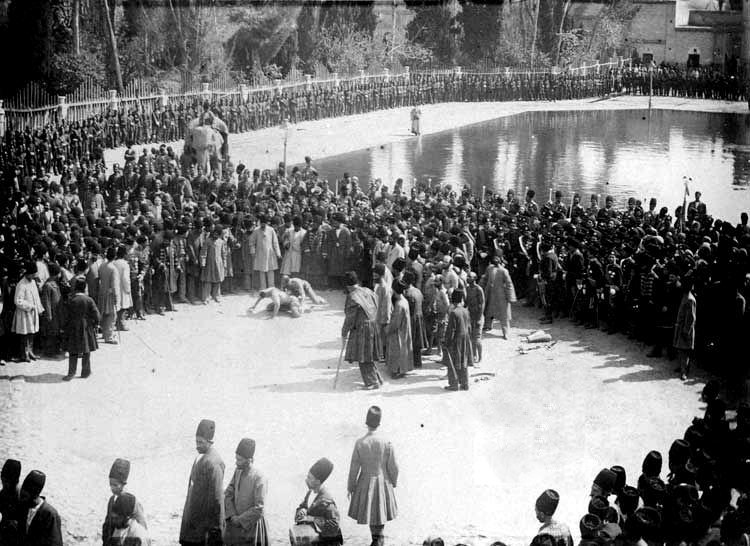
تماشای کشتی پهلوانی در دوره قاجار در میدان ارگ
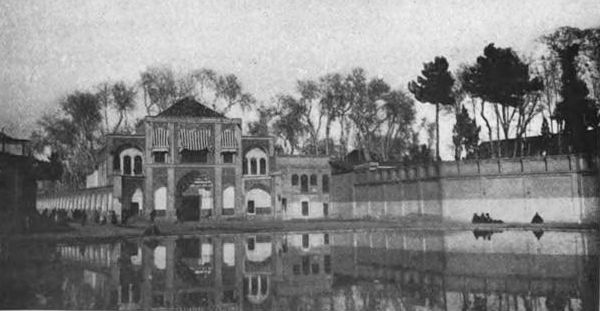
میدان ارگ سال ۱۹۱۰ میلادی
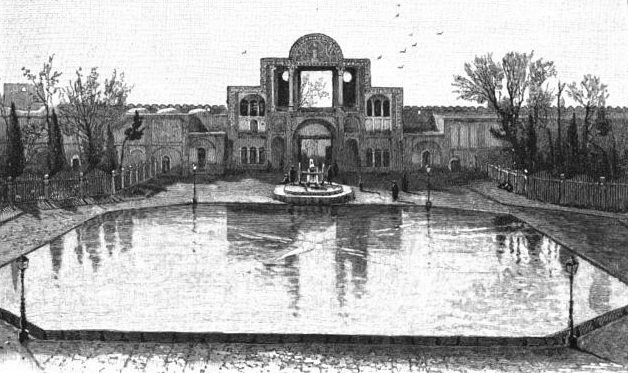
دروازه ارگ سال ۱۸۸۵ میلادی
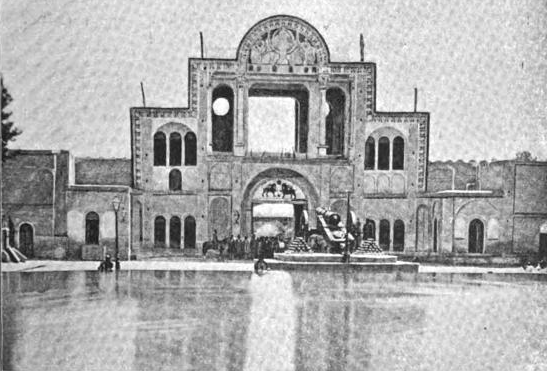
دروازه ارگ  سال ۱۸۹۲ میلادی